# Tessa Netting
Tessa Netting (* 1. September 1990) ist eine US-amerikanische Schauspielerin, Sängerin und Webvideoproduzentin. Bekanntheit erlangte sie zuletzt durch ihre Rolle als Hazel in Camp Kikiwaka.

## Leben
Netting erhielt im November 2007 die Rolle als Susan Parks im Musical Billy Elliot, in welchem sie innerhalb von zweieinhalb Jahren in über 1000 Shows am Broadway mitspielte. Für die Rolle zog sie kurz vor ihrem letzten Jahr an der Highschool nach New York City. Anfang 2013 zog sie nach Los Angeles, woraufhin sie seitdem in verschiedenen Filmen und Serien, wie zuletzt in den Disney-Channel-Produktionen Descendants – Die Nachkommen und Camp Kikiwaka, zu sehen ist. Seit 2010 produziert sie Videos auf ihrem YouTube-Kanal, die sich hauptsächlich um Harry Potter drehen.

## Filmografie
- 2012: Fred: The Show
- 2013: Glee
- 2013–2014: Buffering
- 2014: AwesomenessTV
- 2014: Sins of Our Youth
- 2014: The Princess Burn Book
- 2014–2015: Inappropriate Parents
- 2015: Chapters of Horror
- 2015: Nerd Court
- 2015: You Can Even
- 2015: Descendants – Die Nachkommen
- 2015: 1 Minute Horror
- 2015: Die Peanuts – Der Film
- 2015: Let It Go
- 2015–2018: Camp Kikiwaka
- 2016: Bigger Than Me: A Documentary About Fandom